# El último tren – Der letzte Zug
Der Film El último tren – Der letzte Zug ist eine uruguayische, argentinische und spanische Ko-Produktion aus dem Jahr 2002. Alternative Filmtitel sind El último tren und Corazón de fuego.

## Handlung
Drei alte Männer und ein kleiner Junge beschließen, einen alten Zug zu stehlen, der an eine amerikanische Filmproduktion verkauft wurde. Sie reisen mit ihm durch ganz Uruguay und wollen nach Brasilien fliehen.

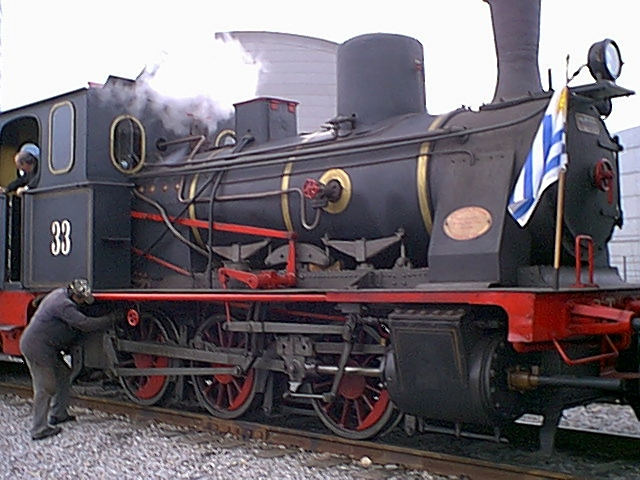
Die Filmlok

## Rezeption
Kino.de schreibt: „Uruguays Regisseur Diego Arsuaga kredenzt eine aus europäischer Perspektive mitunter bizarr anmutende Abenteuerkomödie voll wunderbarer Bilder und origineller Einfälle.“

## Auszeichnungen
- Premio Ariel 2003 (Kategorie „Película iberoamericana“)
- Goya 2003 (Kategorie: Bester ausländischer Film in spanischer Sprache)
- Montreal World Film Festival 2002 (mehrere Kategorien)